# خوسيه بيسيرا
خوسيه بيسيرا (بالإسبانية: José Becerra)‏ (15 أبريل 1936 في المكسيك - 6 أغسطس 2016 في المكسيك) هو ملاكم مكسيكي، صنّف ضمن فئة وزن البانتام ‏.

## إحصائيات
خاض خلال مسيرته 75 نزالا، فاز في 67 وتعادل في 3 وخسر في 5. فاز بالضربة القاضية في 42 نزالا.

## روابط خارجية
- خوسيه بيسيرا على موقع بوكس ريك (الإنجليزية) (registration required)